# Кардамавічюс Вітаутас-Юозапас Юозович
Вітаутас-Юозапас Юозович Кардамавічюс (нар. 20 жовтня 1932, село Канюкай, тепер Зарасайського району Утенського повіту, Литва — ?) — литовський радянський державний діяч, секретар ЦК КП Литви (КПРС). Кандидат у члени Бюро ЦК КП Литви з квітня 1983 до 1985 року. Депутат Верховної ради Литовської РСР 8-го та 10—11-го скликань. 

## Життєпис
У 1951 році закінчив середню школу імені Дусетай К. Буги в селищі Анталепте Литовської РСР.
Перебував на педагогічній та комсомольській роботі.
У 1954 році закінчив Ленінградське вище військове училище імені Кірова.
Член КПРС з 1954 року.
У 1954—1956 роках — комсомольський та партійний працівник 16-ї Литовської дивізії Радянської армії, дислокованої у Вільнюсі.
У 1960 році закінчив Вільнюську вищу партійну школу при ЦК КП Литви.
З 1960 року — на партійній роботі.
У 1961—1962 роках — секретар, 2-й секретар Шальчінінкайського районного комітету КП Литви.
У 1963—1965 роках — заступник секретаря Ейшішкеського районного партійного комітету.
У 1965—1968 роках — 2-й секретар Тракайського районного комітету КП Литви.
У 1968—1971 роках — 1-й секретар Кайшядорського районного комітету КП Литви.
У 1971—1981 роках — заступник завідувача відділу організаційно-партійної роботи ЦК КП Литви.
У 1981—1985 роках — завідувач відділу організаційно-партійної роботи ЦК КП Литви.
У 1985—1990 роках — начальник Головного архівного управління при Раді міністрів Литовської РСР.
23 грудня 1989 — 21 квітня 1990 року — секретар ЦК КП Литви (КПРС).
З 1990 року —  на пенсії, проживав у Білоруській РСР (Республіці Білорусь).

## Нагороди та відзнаки
- медалі
- Заслужений діяч культури Литовської РСР (1982)